# Wallace Beery
Pour les articles homonymes, voir Beery.
Wallace Beery (et non Wallace Berry) est un acteur américain né le 1er avril 1885 près de Smithville, dans le comté de Clay, dans le Missouri et mort d'une crise cardiaque le 15 avril 1949 à Beverly Hills, en Californie).

## Biographie
Fils de Noah Webster Beery (1856-1937) et de Frances Margaret Fitzgerald (1859-1931), Wallace Beery est né près de Smithville, dans le comté de Clay, dans le Missouri. Il était le plus jeune d'une fratrie de trois garçons, et ses frères William et Noah devinrent, comme lui, acteurs.
La famille Beery quitte la ferme familiale dans les années 1890 et déménage à proximité Kansas City (Missouri), où le père devient officier de police.
Wallace Beery fréquente l'école Chase à Kansas City et prend, dans le même temps,des leçons de piano, mais montrant peu d'intérêt pour les études, il fugue à deux reprises, la première fois il quitte l'école et trouve un emploi à Kansas City pour trier des moteurs d'essuie-glace, mais il rentre à la maison familiale après une courte période. La seconde fois, à l'âge de seize ans, il rejoint le cirque des frères Ringling comme assistant à l'entraînement des éléphants. Il le quittera deux ans plus tard après avoir été griffé par un tigre, pour rejoindre New York où il se fait connaître à Broadway.
Wallace Beery rejoint son frère Noah à New York en 1904, et parvient à trouver du travail comme chanteur, et se produisant en tant que baryton dans des pièces d'opéra-comique à Broadway ainsi que dans des pièces de Summer stock theatre (en). Son rôle le plus notable de cette période, pour lequel il obtient de bonnes critiques fut en 1907, quand il a joué dans The Yankee Tourist. En 1913, il déménage à Chicago pour travailler pour The Essanay Film Manufacturing Company, pour lesquels il interprète le rôle de Sweedie dans une série de films tels que Golf Champion 'Chick Evans' Links with Sweedie, Sweedie the Swatter, Sweedie and the Lord, Sweedie Learns to Swim, Sweedie's Hero, Sweedie, The Swedish Maid ou encore Sweedie Goes to College, avec sa femme Gloria Swanson. Plus tard, il travaille également pour The Essanay Film Manufacturing Company, lorsque celle-ci s'installe à Niles en Californie.
Beery a commencé à jouer les méchants, et en 1917 il incarne Pancho Villa dans Patria alors que celui-ci était encore vivant et actif au Mexique. Beery reprend le rôle dix-sept ans plus tard, dans Viva Villa ! de Jack Conway, sorti en 1934, l'un des plus grands succès de la MGM.
Parmi les films muets notables que Wallace Beery a tournés :La Petite Américaine (The Little American), de Cecil B. DeMille dans lequel il interprète le rôle d'un soldat allemand pour lequel il n'est pas crédité ; La Vierge d'Istanbul, de Tod Browning (1920) ; Le Dernier des Mohicans (The Last of the Mohicans) de Clarence Brown et Maurice Tourneur (1920) ; The Round-Up, de George Melford 1920, avec Roscoe Arbuckle ; Les Quatre Cavaliers de l'Apocalypse (The Four Horsemen of the Apocalypse) de Rex Ingram (1921) ; Robin des Bois (Robin Hood), d'Allan Dwan avec Douglas Fairbanks (1922) dans lequel il est Richard Cœur de Lion, qu'il incarnera à nouveau l'année suivante dans L'Esprit de la chevalerie (Richard, the Lion-Hearted) de Chester Withey ; Le Monde perdu (The Lost World) de Harry O. Hoyt (1925) dans lequel il interprète le rôle du professeur Challenger ; Vaincre ou mourir (Old Ironsides) de James Cruze (1926) ; Now We're in the Air de Frank R. Strayer (1927) ; Casey at the Bat de Monte Brice (1927) ; Les Mendiants de la vie (Beggars of Life), de William A. Wellman (1928), avec Louise Brooks.
Wallace Beery a été marié deux fois, d'abord avec la vedette montante Gloria Swanson, avec laquelle il a tourné quelques films, mais le mariage n'a pas survécu à sa consommation d'alcool et à ses abus en tous genres, puis avec Rita Gilman (1898-1986).
Il était le frère de Noah Beery et l'oncle de Noah Beery Jr..

## Filmographie

### Comme acteur

#### Années 1910
- 1913 : His Athletic Wife
- 1913 : Mr. Dippy Dipped
- 1913 : Sweet Revenge
- 1913 : The Right of Way de Sadie Weston
- 1913 : Love Incognito
- 1913 : A succesful Ffailure (court)
- 1913 : Dad's Insanity
- 1913 : Day by Day
- 1913 : Their Wives' Indiscretion
- 1913 : The Usual Way
- 1913 : Smithy's Grandma Party : prof. Smithy
- 1913 : Hello, Trouble
- 1913 : At the Old Maid's Call
- 1914 : The Ups and Downs
- 1914 : The Prevailing Craze
- 1914 : Mrs. Manley's Baby
- 1914 : Golf Champion 'Chick Evans' Links with Sweedie : Sweedie
- 1914 : Cheering a Husband
- 1914 : Bargain Hunters
- 1914 : A Foot of Romance : Jim Foley
- 1914 : Looking for Trouble
- 1914 : One-to-Three
- 1914 : The Girl, the Cop, the Burglar
- 1914 : Grass County Goes Dry
- 1914 : Oh, Doctor
- 1914 : A Queer Quarantine
- 1914 : The Winner
- 1914 : Curing a Husband : Robert, le mari
- 1914 : Making Him Over -- For Minnie
- 1914 : Three Little Powders
- 1914 : Actor Finney's Finish
- 1914 : This Is the Life
- 1914 : The Fable of the Brash Drummer and the Nectarine : The Brash Drummer
- 1914 : The Epidemic
- 1914 : Sweedie the Swatter : Sweedie
- 1914 : The Fable of Napoleon and the Bumps : Prof. Bunkun
- 1914 : The Fable of Higher Education That Was Too High for the Old Man
- 1914 : Sweedie and the Lord : Sweedie
- 1914 : The Fable of the Coming Champion Who Was Delayed
- 1914 : In and Out
- 1914 : The Fable of the Busy Business Boy and the Droppers-In
- 1914 : Topsy-Turvy Sweedie : Sweedie
- 1914 : Sweedie and the Double Exposure : Sweedie
- 1914 : Sweedie Springs a Surprise : Sweedie
- 1914 : Love and Soda
- 1914 : The Plum Tree
- 1914 : Sweedie's Skate : Sweedie
- 1914 : Sweedie's Clean-Up : Sweedie
- 1914 : The Fickleness of Sweedie : Sweedie
- 1914 : Sweedie Learns to Swim : Sweedie
- 1914 : She Landed a Big One
- 1914 : Rivalry and War
- 1914 : The Laundress : Sweedie
- 1914 : Sweedie the Trouble Maker : Sweedie
- 1914 : Three Boiled Down Fables
- 1914 : Countess Sweedie : Sweedie
- 1914 : Sweedie at the Fair : Sweedie
- 1914 : A Maid of War : Sweedie
- 1914 : Sweedie and the Hypnotist : Sweedie
- 1914 : The Fable of the Bush League Lover Who Failed to Qualify : Homer Splivins
- 1914 : Madame Double X
- 1914 : Their Cheap Vacation
- 1914 : Sweedie Collects for Charity : Sweedie
- 1914 : Two Dinky Little Dramas of a Non-Serious Kind
- 1915 : A Pound for a Pound
- 1915 : Sweedie and the Sultan's Present : Sweedie
- 1915 : Sweedie's Suicide : Sweedie
- 1915 : Sweedie and Her Dog : Sweedie
- 1915 : Two Hearts That Beat as Ten
- 1915 : The New Teacher : Sweedie
- 1915 : Sweedie Goes to College : Sweedie
- 1915 : The Victor
- 1915 : Ain't It the Truth
- 1915 : Sweedie's Hopeless Love : Sweedie
- 1915 : Father's New Maid
- 1915 : Love and Trouble
- 1915 : Sweedie Learns to Ride : Sweedie
- 1915 : The Bouquet
- 1915 : Done in Wax
- 1915 : Sweedie in Vaudeville : Sweedie
- 1915 : Sweedie's Hero : Sweedie
- 1915 : The Slim Princess, de E.H. Calvert : Popova
- 1915 : Sweedie's Finish : Sweedie
- 1915 : The Broken Pledge
- 1915 : Education
- 1915 : The Fable of the Roistering Blades
- 1916 : The Janitor's Vacation
- 1916 : A Dash of Courage : Police chief
- 1916 : The Janitor
- 1916 : Just a Few Little Things
- 1916 : Sweedie, the Janitor : Sweedie
- 1916 : A Capable Lady Cook
- 1917 : Bombs and Banknotes
- 1917 : Patria
- 1917 : Maggie's First False Step
- 1917 : Teddy at the Throttle de Clarence G. Badger : Henry Black, Her Rascally Guardian
- 1917 : Cactus Nell
- 1917 : Erreur de chambre (A Bedroom Blunder) de Edward F. Cline et Hampton Del Ruth : rôle non crédité
- 1917 : Un automate très autonome (A Clever Dummy) de Herman C. Raymaker, Ferris Hartman et Robert P. Kerr : A vaudeville manager
- 1917 : La Petite Américaine (The Little American), de Cecil B. DeMille : soldat allemand (non crédité)
- 1917 : Les Déboires de Philomène (Are Waitresses Safe?) de Hampton Del Ruth et Victor Heerman : rôle non crédité
- 1917 : That Night
- 1918 : La Petite Vivandière (Johanna Enlists), de William D. Taylor : colonel Fanner
- 1919 : Only a Janitor
- 1919 : A Beach Nut
- 1919 : The Unpardonable Sin : col. Klemm
- 1919 : The Love Burglar (it) de James Cruze : Coast-to-Coast Taylor
- 1919 : La Ligne de vie (The Life Line), de Maurice Tourneur : Bos
- 1919 : Le Dictateur (Soldiers of Fortune) d'Allan Dwan : Mendoza
- 1919 : Le Secret du bonheur (Victory), de Maurice Tourneur : August Schomberg
- 1919 : Behind the Door : Lt. Brandt

#### Années 1920
- 1920 : La Vierge d'Istanbul (The Virgin of Stamboul), de Tod Browning : Ahmed Hamid (segment "Achmet Bey")
- 1920 : Une poule mouillée (The Mollycoddle) de Victor Fleming : Henry von Holkar
- 1920 : Fatty, l'intrépide shérif (The Round-Up), de George Melford : Buck McKee
- 1920 : 813 de Charles Christie et Scott Sidney : Maj. Parbury / Ribeira
- 1920 : Le Dernier des Mohicans (The Last of the Mohicans) de Clarence Brown et Maurice Tourneur : Magua
- 1921 : Le Détective improvisé (The Rookie's Return) de Jack Nelson : François Dupont
- 1921 : Sleeping Acres de Bertram Bracken
- 1921 : Patsy (en) de John McDermott : Gustave Ludermann
- 1921 : Les Quatre Cavaliers de l'Apocalypse (The Four Horsemen of the Apocalypse) de Rex Ingram : Lt. Col. von Richthoffen
- 1921 : A Tale of Two Worlds de Frank Lloyd : Ling Jo
- 1921 : The Northern Trail de Bertram Bracken
- 1921 : Le Piège doré (The Golden Snare) de David Hartford : Bram Johnson
- 1921 : The Policeman and the Baby de Bertram Bracken
- 1921 : The Ne'er to Return Road de Bertram Bracken
- 1921 : The White Mouse de Bertram Bracken
- 1921 : The Last Trail d'Emmett J. Flynn : William Kirk
- 1922 : The Rosary de Jerome Storm : Kenwood Wright
- 1922 : Viviane (Wild Honey) de Wesley Ruggles : Buck Roper
- 1922 : The Sagebrush Trail de Robert Thornby : José Fagaro
- 1922 : Gaspard le loup (The Man from Hell's River), d'Irving Cummings : Gaspard, le loup
- 1922 : I Am the Law d'Edwin Carewe : Fu Chang
- 1922 : La Fille du pirate (Hurricane's Gal) d'Allen Holubar : Chris Borg
- 1922 : Chagrin de gosse (Trouble) d'Albert Austin : Ed Lee, le plombier
- 1922 : Robin des Bois (Robin Hood), d'Allan Dwan : Richard Cœur de Lion
- 1922 : Rival des Dieux (A Blind Bargain) de Wallace Worsley : Beast man
- 1922 : Only a Shop Girl d'Edward LeSaint : Jim Brennan
- 1923 : La Flamme de la vie (The Flame of Life) de Hobart Henley : Don Lowrie
- 1923 : Stormswept de Robert Thornby : William McCabe
- 1923 : Bavu de Stuart Paton : Felix Bavu
- 1923 : Cendres de vengeance (Ashes of Vengeance) de Frank Lloyd : duc de Tours
- 1923 : La Marchande de rêves (Drifting) de Tod Browning : Jules Repin
- 1923 : Les Trois Âges (Three Ages), de Buster Keaton et Edward F. Cline : le rival
- 1923 : La Danseuse espagnole (The Spanish Dancer) de Herbert Brenon : le roi Philippe IV
- 1923 : L'Éternel Combat (The Eternal Struggle) de Reginald Barker  : Barode Dukane
- 1923 : L'Esprit de la chevalerie (Richard, the Lion-Hearted) de Chester Withey : Richard Cœur de Lion
- 1923 : Drums of Jeopardy de George B. Seitz : Gregor Karlov
- 1923 : Les Fauves (White Tiger) : comte Donelli / Hawkes
- 1924 : Unseen Hands de Jacques Jaccard : Jean Scholast
- 1924 : L'Aigle des mers (The Sea Hawk), de Frank Lloyd : capitaine Jasper Leigh
- 1924 : Le Veilleur du rail (The Signal Tower) de Clarence Brown : Joe Standish
- 1924 : Another Man's Wife de Bruce Mitchell : Capitaine Wolf
- 1924 : The Red Lily, de Fred Niblo : Bobo
- 1924 : Dynamite Smith de Ralph Ince : 'Slugger' Rourke
- 1924 : Madonna of the Streets d'Edwin Carewe : Bill Smythe
- 1924 : Mon grand (So Big) de Charles Brabin : Klaus Poole
- 1925 : Let Women Alone de Paul Powell : Cap Bullwinkle
- 1925 : Le Monde perdu (The Lost World), de Harry O. Hoyt : Prof. Challenger
- 1925 : Le Cargo infernal (The Devil's Cargo), de Victor Fleming : Ben
- 1925 : La Rançon (The Great Divide) de Reginald Barker : Dutch
- 1925 : En disgrâce (Coming Through) de A. Edward Sutherland : Joe Lawler
- 1925 : L'Aventure (Adventure) de Victor Fleming : Morgan
- 1925 : Raymond ne veut plus de femmes (The Night Club) de Paul Iribe et Frank Urson : José
- 1925 : Le Fils prodigue (The Wanderer), de Raoul Walsh : Pharis
- 1925 : In the Name of Love de Howard Higgin : Glavis
- 1925 : Rugged Water d'Irvin Willat : Capt. Bartlett
- 1925 : The Pony Express de James Cruze : Rhode Island Red
- 1926 : Behind the Front de A. Edward Sutherland : Riff Swanson
- 1926 : Volcano de William K. Howard : Quembo
- 1926 : We're in the Navy Now de A. Edward Sutherland : 'Knockout' Hansen
- 1926 : Vaincre ou mourir (Old Ironsides) de James Cruze : Bos'n
- 1927 : Casey at the Bat de Monte Brice : Casey
- 1927 : Sapeurs... sans reproche (Fireman, Save My Child) de A. Edward Sutherland : Elmer
- 1927 : Now We're in the Air de Frank R. Strayer : Wally
- 1928 : Wife Savers de Ralph Ceder : Louis Hosenozzle
- 1928 : Deux Honnêtes Fripouilles (Partners in Crime) de Frank R. Strayer : Mike Doolan
- 1928 : The Big Killing de  F. Richard Jones : Powderhorn Pete
- 1928 : Les Mendiants de la vie (Beggars of Life) de William A. Wellman : Oklahoma Red
- 1929 : Quartier chinois (Chinatown Nights) de William A. Wellman : Chuck Riley
- 1929 : Stairs of Sand d'Otto Brower : Lacey
- 1929 : Le Célèbre Capitaine Blake (River of Romance) de Richard Wallace : Orlando Jackson

#### Années 1930
- 1930 : Big House (The Big House), de George W. Hill : 'Machine Gun' Butch Schmidt
- 1930 : Billy the Kid, de King Vidor : Shérif adjoint Pat Garrett
- 1930 : Way for a Sailor : 'Tripod' McMasters
- 1930 : A Lady's Morals : P.T. Barnum
- 1930 : Min and Bill, de George W. Hill : Bill, un pêcheur
- 1931 : Les Bijoux volés (The Slippery Pearls), de William C. McGann : Police Sergeant
- 1931 : Tribunal secret (The Secret Six), de George W. Hill : Louis 'Louie' Scorpio
- 1931 : Le Champion (The Champ) de King Vidor : Andy 'Champ' Purcell
- 1931 : Les Titans du ciel (Hell Divers), de George W. Hill : CPO H.W. 'Windy' Riker
- 1932 : Grand Hotel d'Edmund Goulding : Preysing
- 1932 : Une femme survint (Flesh) de John Ford : Polakai
- 1933 : Tugboat Annie, de Mervyn LeRoy : Terry Brennan
- 1933 : Les Invités de huit heures (Dinner at Eight) de George Cukor : Dan Packard
- 1933 : Les Faubourgs de New York (The Bowery) de Raoul Walsh : Chuck Connors
- 1933 : Au pays du rêve (Going Hollywood) de Raoul Walsh : Lui-même
- 1934 : Viva Villa! de Jack Conway : Pancho Villa
- 1934 : L'Île au trésor (Treasure Island) de Victor Fleming : Long John Silver
- 1934 : Le Grand Barnum (The Mighty Barnum) de Walter Lang : Phineas T. Barnum
- 1935 : Tel père tel fils (West Point of the Air) : Sgt. 'Big Mike' Stone
- 1935 : La Malle de Singapour (China Seas), de Tay Garnett : Jamesy MacArdle
- 1935 : Tempête au cirque (O'Shaughnessy's Boy), de Richard Boleslawski : Capitaine Michael 'Windy' O'Shaughnessy
- 1935 : Impétueuse Jeunesse (Ah, Wilderness!) : Sidney 'Sid' Miller
- 1936 : Message à Garcia (A Message to Garcia), de George Marshall : Sgt. Dory
- 1936 : Old Hutch : 'Hutch' Hutchins
- 1937 : Un vieux gredin (The Good Old Soak) de J. Walter Ruben : Clem Hawley
- 1937 : Le Dernier Négrier (Slave Ship), de Tay Garnett : Jack Thompson
- 1937 : Arizona Bill (The Bad Man of Brimstone) : 'Trigger' Bill
- 1938 : Port of Seven Seas, de James Whale : Cesar
- 1938 : Stablemates : Doc Thomas 'Tom' Terry
- 1939 : Trafic d'hommes (Stand up and fight) : Captain Boss Starkey
- 1939 : Au service de la loi (Sergeant Madden), de Josef von Sternberg : Sgt. Shaun Madden
- 1939 : Tonnerre sur l'Atlantique (Thunder Afloat) de George B. Seitz : John 'Pop' Thorson

#### Années 1940
- 1940 : The Man from Dakota (en) de Leslie Fenton : Sgt. 'Bar' Barstow
- 1940 : Twenty Mule Team de Richard Thorpe : Skinner Bill Bragg, alias Ambrose Murphy
- 1940 : Wyoming de Richard Thorpe : 'Reb' Harkness
- 1941 : The Bad Man de Richard Thorpe : Pancho Lopez
- 1941 : Barnacle Bill de Richard Thorpe : Bill Johansen
- 1942 : The Bugle Sounds de S. Sylvan Simon : Sergent Patrick Aloysius 'Hap' Doan
- 1942 : Jackass Mail (en) de Norman Z. McLeod : Marmaduke 'Just' Baggot
- 1943 : Salute to the Marines (en) de S. Sylvan Simon : Sergent Major William Bailey
- 1944 : Rationing (en) de Willis Goldbeck : Ben Barton
- 1944 : Barbary Coast Gent (en) de Roy Del Ruth : Honest Plush Brannon
- 1945 : This Man's Navy de William A. Wellman : Ned Trumpet
- 1946 : L'Ange et le Bandit (Bad Bascomb) de S. Sylvan Simon : Zed Bascomb
- 1947 : The Mighty McGurk de John Waters : Roy 'Slag' McGurk
- 1948 : Alias a Gentleman de Harry Beaumont : Jim Breedin
- 1948 : Ainsi sont les femmes (A Date with Judy) de Richard Thorpe : Melvin R. Foster
- 1949 : Big Jack de Richard Thorpe : Big Jack Horner

### Comme réalisateur
- 1913 : Kitty's Knight
- 1914 : Rivalry and War
- 1915 : The Merry Models
- 1915 : Snakeville's Champion
- 1916 : The Janitor's Vacation
- 1916 : The Janitor
- 1916 : Just a Few Little Things
- 1916 : The Sody Clerk
- 1916 : A Thousand Dollars a Week
- 1916 : He Becomes a Cop
- 1916 : From the Rogue's Gallery
- 1916 : Hired and Fired
- 1916 : He Almost Lands an Angel
- 1916 : A Hero by Proxy
- 1916 : Borrowed Plumes
- 1916 : Breaking Into Society
- 1916 : Fame at Last
- 1916 : Sweedie, the Janitor
- 1916 : A Capable Lady Cook
- 1917 : Bombs and Banknotes
- 1918 : The Bathhouse Scandal
- 1918 : Perils of the Parlor
- 1919 : She Wasn't Hungry, But...
- 1919 : Only a Janitor
- 1919 : A Beach Nut

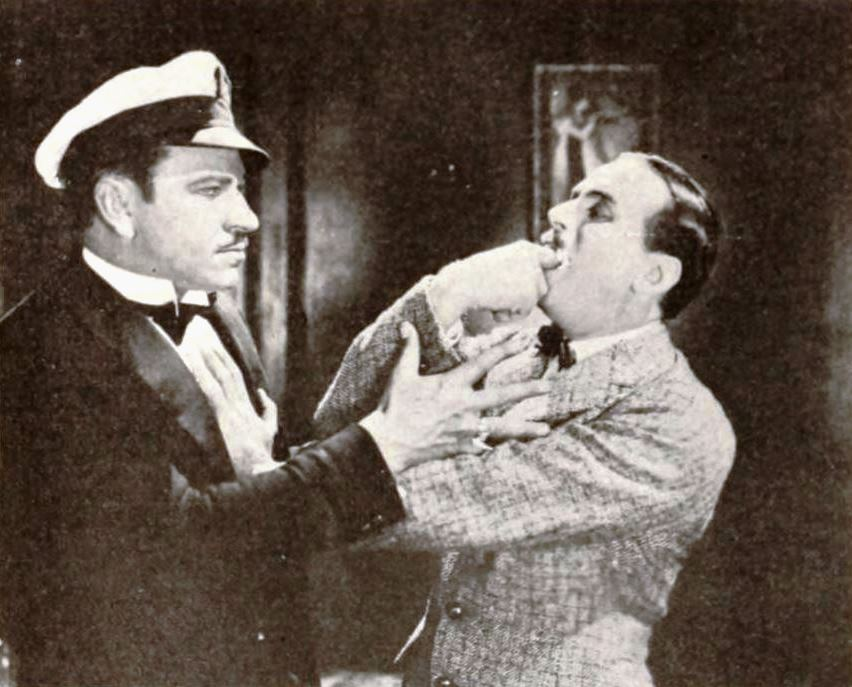
Wallace Beery et Douglas Fairbanks (1920)
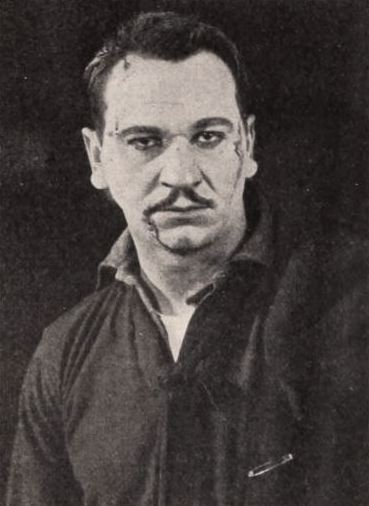
The Policeman and the Baby (1921)
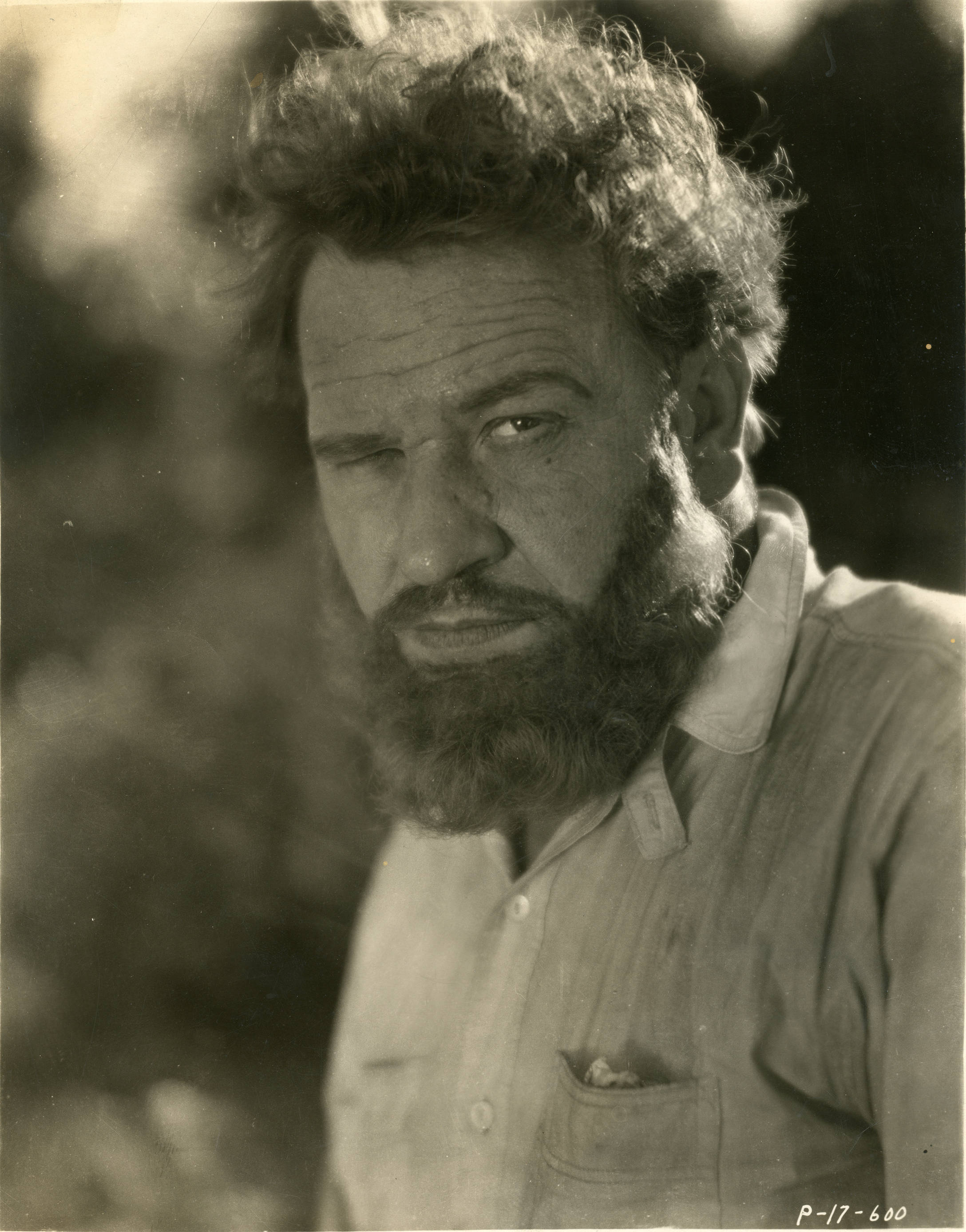
Wallace Beery dans The Lost World (1925)
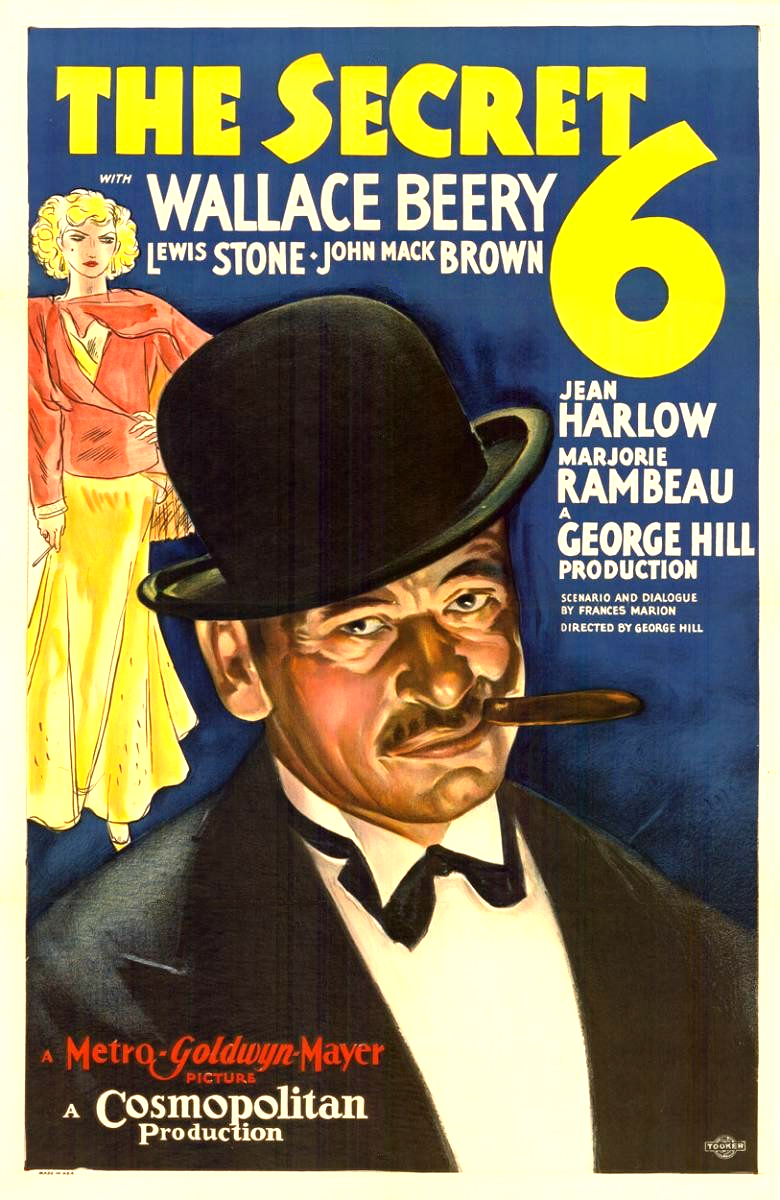
Tribunal secret (The Secret Six) (1931)
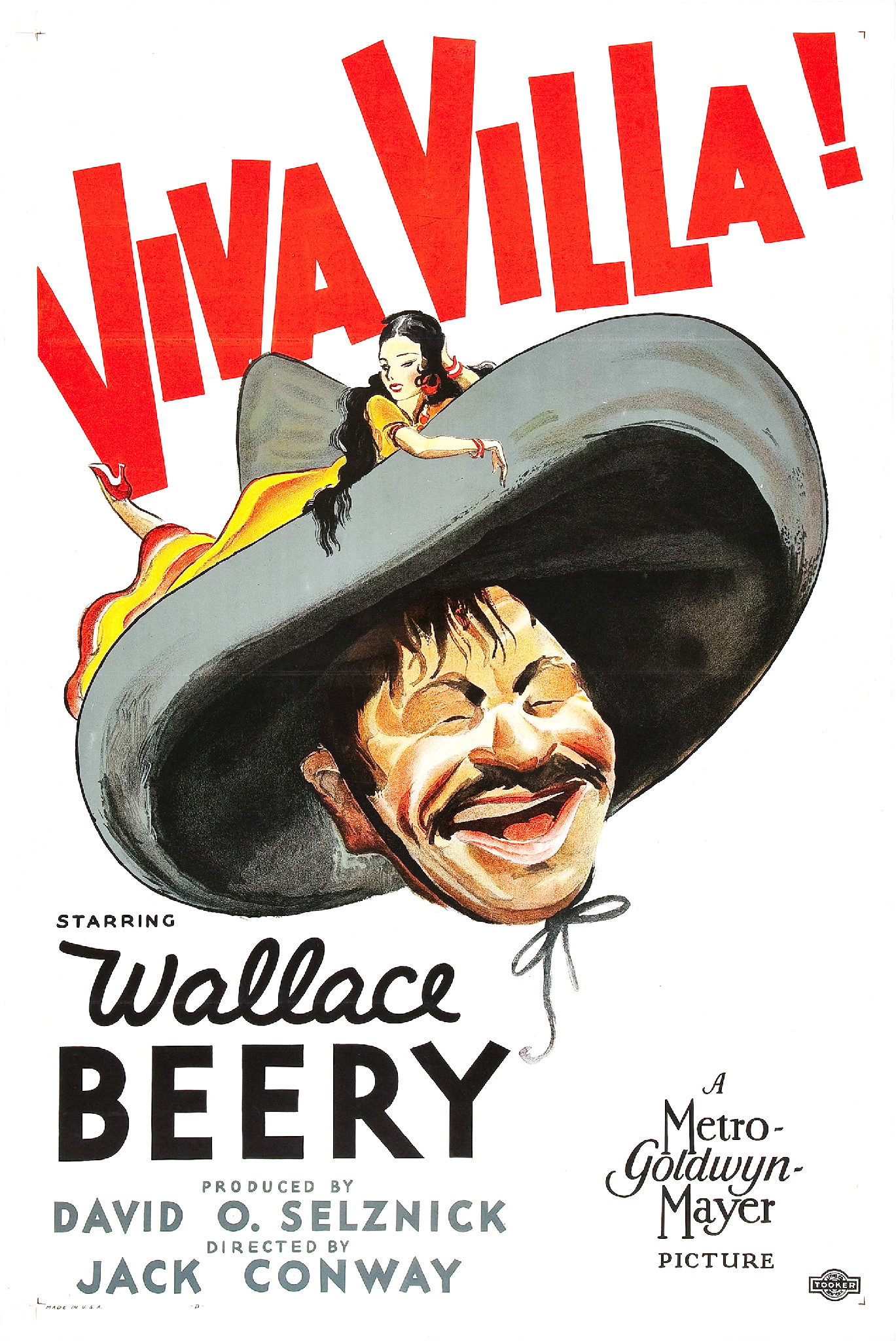
Viva Villa ! (1934)

## Récompenses et distinctions
- En 1932, il obtient l'Oscar du meilleur acteur pour le rôle de Andy Purcell dans Le Champion de King Vidor.
- Prix d'interprétation masculine à la Mostra de Venise 1934 pour Viva Villa ! de Jack Conway.

## À noter
Ses traits ont servi de modèle au dessinateur Morris dans la création du personnage de Hank Bully, conducteur de diligence, dans l'album La Diligence (1968).